# Manuel Gallo
Manuel Gallo fue un político peruano. 
Fue miembro del Congreso Constituyente de 1822 por el departamento de Lima. Dicho congreso constituyente fue el que elaboró la primera constitución política del país.